# Michael Shamus Wiles
Michael Shamus Wiles, né le 27 octobre 1955 à Everett, est un acteur américain.

## Biographie
Acteur spécialisé dans les seconds rôles, il a notamment joué beaucoup de personnages de policiers en raison de sa grande taille et de son air sévère. Au cinéma, il est notamment apparu dans Lost Highway (1997), Fight Club (1999), Magnolia (1999), Hellraiser 5 (2000), Pearl Harbor (2001) et Transformers (2007). À la télévision, il a aussi multiplié les apparitions mais est surtout connu pour ses rôles récurrents dans les séries Breaking Bad et Sons of Anarchy.

## Filmographie

### Cinéma
- 1990 : Leatherface : Massacre à la tronçonneuse 3 : l'agent du poste de contrôle
- 1993 : Puppet Master 4 : Stanley
- 1994 : Les Maîtres du monde : le capitaine Earley
- 1996 : Personnel et confidentiel : le cameraman
- 1997 : Lost Highway : Mike
- 1997 : Complots : le policier à l'hôpital
- 1997 : Steel : un skinhead
- 1998 : Le Témoin du mal : le gardien de prison
- 1998 : L'Enjeu : un prisonnier
- 1998 : The X-Files, le film : l'homme aux cheveux noirs
- 1998 : Négociateur : Taylor
- 1999 : Fight Club : le barman
- 1999 : Magnolia de Paul Thomas Anderson : le capitaine Muffy
- 2000 : Hellraiser 5 : M. Parmagi
- 2000 : Eh mec ! Elle est où ma caisse ? : l'inspecteur
- 2001 : Pearl Harbor : le capitaine Marc Andrew Mitscher
- 2001 : A.I. Intelligence artificielle : un policier
- 2001 : Rock Star : M. Cole
- 2002 : Dark Blue : l'inspecteur des affaires internes
- 2005 : Mortuary de Tobe Hooper  : le shérif Howell
- 2006 : Art School Confidential : Donald Baumgarten
- 2007 : Smiley Face : l'officier Jones
- 2007 : Transformers : le général deux étoiles
- 2007 : D-War : le général
- 2007 : Killer Hacker : Solemn
- 2012 : The Lords of Salem : Jarrett Perkins
- 2012 : K-11 : le capitaine Davis
- 2013 : Iron Man 3 : le barman
- 2017 : Death Note : le capitaine Russel

### Télévision
- 1993 : Docteur Quinn, femme médecin (série télévisée, saison 1 épisode 6) : Ben
- 1995 : Diagnostic : Meurtre (série télévisée, saison 2 épisode 19) : George
- 1996 : Melrose Place (série télévisée, 3 épisodes) : Dave
- 1997 : Profiler (série télévisée, saison 1 épisode 17) : Bryce Radford
- 1998-2000 : X-Files (série télévisée, épisodes La Fin et En ami) : l'homme aux cheveux noirs
- 2001 : Star Trek: Voyager (série télévisée, saison 7 épisode 15) : le capitaine Bosaal
- 2001-2002 : Espions d'État (série télévisée, 3 épisodes) : Pete
- 2002-2003 : Malcolm (série télévisée, saison 4 épisodes 6 et 12) : Boyd
- 2003 : Les Experts (série télévisée, saison 3 épisode 23) : Rob Rubio
- 2003 : Angel (série télévisée, saison 5 épisode Conviction) : Spanky
- 2003 : NCIS : Enquêtes spéciales (série télévisée, saison 1 épisode 8) : Jimmy
- 2004 : Mes plus belles années (série télévisée, saison 3 épisodes 1 et 3) : le capitaine O'Neill
- 2005 : Cold Case : Affaires classées (série télévisée, saison 2 épisode 16) : le père Andrew Stllman
- 2005 : Numbers (série télévisée, saison 1 épisode 10) : Carl Baker
- 2006 : Monk (série télévisée, saison 5 épisode 2) : Jimmy Cusack
- 2008 : Esprits criminels (série télévisée, saison 3 épisode 14) : Chester Hardwick
- 2008-2014 : Sons of Anarchy (série télévisée, 5 épisodes) : Jury White
- 2009-2012 : Breaking Bad (série télévisée, 11 épisodes) : George Merkert
- 2011 : Justified (série télévisée, saison 2 épisode 5) : Winston Baines
- 2012 : Mentalist (série télévisée, saison 5 épisode 6) : Walter DeMunn
- 2016 : Grey's Anatomy (série télévisée, saison 12 épisode 13) : Dr Joel Miller
- 2018 : American Crime Story (série télévisée, saison 2 épisode 4) : l'inspecteur Tichich